# 于来山
于来山（1952年12月—），湖南益阳人。男，汉族。1976年8月参加工作，1972年1月加入中国共产党。中共中央党校研究生学历。
1974年9月，在湖南省第一师范学校政文专业学习。1976年8月，任益阳县文教局干部。1977年10月，任益阳县张家塞公社干部。1978年8月，任中共益阳县张家塞公社党委委员。1979年6月，任中共益阳县张家塞公社党委副书记。1982年9月，任中共益阳县沙头区委副书记。1983年11月，任中共益阳县委副书记。1990年1月，任中共益阳县委副书记、县长。1991年2月，任中共益阳县委书记。
1993年9月，任湖南省农业厅副厅长、党组成员。1997年1月，任湖南省农业厅副厅长、党组副书记。1998年3月，任湖南省农业厅厅长、党组书记。
2000年1月，任中共岳阳市委书记。
2004年5月，任中共湖南省委常委、省委秘书长、省委办公厅主任。2008年10月，任中共湖南省委常委、湖南省人民政府常务副省长、党组副书记。2011年11月至2013年1月，任湖南省人民政府常务副省长、党组副书记。2013年1月，任湖南省人大常委会副主任、党组副书记。2015年7月，任湖南省人大常委会副主任、党组书记。2016年3月，辞去湖南省人大常委会副主任职务。